# 後藤昭雄
後藤 昭雄（ごとう あきお、1943年 - ）は、国文学者、漢文学者、大阪大学名誉教授。

## 略歴
熊本市生まれ。1965年九州大学文学部卒、1970年九州大学大学院文学研究科博士課程満期退学(国文学)、1982年「平安朝漢文学論考」で、文学博士（九州大学）の学位を取得。
鹿児島県立短期大学講師、静岡大学教育学部講師、1983年大阪大学教養部助教授、94年同文学研究科教授、2007年定年、名誉教授。2008年成城大学教授、2013年退職。
平安時代漢文学が専門。

## 著書
- 『平安朝漢文学論考』桜楓社 1981 のち勉誠出版
- 『平安朝漢文文献の研究』吉川弘文館 1993
- 『平安朝文人志』吉川弘文館 1993
- 『天台仏教と平安朝文人』吉川弘文館・歴史文化ライブラリー 2002
- 『大江匡衡』吉川弘文館・人物叢書 2006
- 『本朝文粹抄』1-4 勉誠出版 2006-2015
- 『漢詩を読む 日本の漢詩(飛鳥～平安) NHKラジオテキスト』NHK出版 2011
- 『平安朝漢文學史論考』勉誠出版 2012
- 『本朝漢詩文資料論』勉誠出版 2012
- 『平安朝漢詩文の文体と語彙』勉誠出版 2017
- 『平安朝詩文論集』勉誠出版 2024

### 編・共編
- 『注好撰 金剛寺蔵』和泉書院影印叢書 1988
- 『叡山をめぐる人びと』新井栄蔵共編 世界思想社 1993
- 『日本詩紀拾遺』編 吉川弘文館 2000

### 校訂
- 『新日本古典文学大系 本朝文粋』大曽根章介、金原理共校注 岩波書店、1992
- 『新日本古典文学大系 32 江談抄』大江匡房述 藤原実兼筆録 山根對助共校注 岩波書店 1997

## 参考
- 後藤昭雄教授 略歴・主要業績 大阪大学大学院文学研究科紀要 2007-03